# 张悦 (主持人)
张悦（1951年—），内蒙古自治区乌兰浩特市人，原籍江苏省，是中国中央电视台节目主持人。

## 生平
1951年，张悦出生于内蒙古自治区乌兰浩特市，她是家中三姐弟的大姐。
1971年到1989年，张悦在中央人民广播电台担任播音员，同时主持《青春年华》，一直干了十五年。
1989年，张悦在中国中央电视台担任《为您服务》主持人。
1995年，张悦担任《与你同行》节目主持人。
1996年，张悦担任《健康之路》节目主持人。
1998年年底，张悦担任《夕阳红》节目主持人。

## 作品
- 《与你同行》
- 《夕阳红》
- 《健康之路》
- 《青春年华》
- 《为您服务》

## 奖项
《青春年华》荣获全国青年节目主持人一等奖。
第一、二届“金话筒”银奖。
第四届“金话筒”金奖。
第二届全国主持人论文“金笔奖”一等奖。
中央电视台抗洪抢险先进个人奖。